# Foiba di Basovizza
La cosiddetta "foiba" di Basovizza è una cavità artificiale che si trova in località Basovizza, nel comune di Trieste, nella zona nord-est dell'altopiano del Carso a 377 metri di altitudine. Scavato all'inizio del XX secolo per l'estrazione del carbone e poi abbandonato per la sua improduttività; fu una concessione di ricerca dell'A.Ca.I. (Azienda Carboni Italiani). Profondo oltre 200 metri e largo circa 4, durante le fasi finali della seconda guerra mondiale divenne un luogo di esecuzioni sommarie per prigionieri, militari, poliziotti e civili da parte di partigiani comunisti jugoslavi, dapprima destinati ai campi d'internamento allestiti in Slovenia e successivamente uccisi a Basovizza. A ricordo di tutte le vittime degli eccidi sull'area è stato costruito un Sacrario. Nel 1992 il presidente della Repubblica Italiana Oscar Luigi Scalfaro dichiarò il pozzo monumento nazionale.

## Il pozzo
Sulle alture che attorniano Trieste, alla fine del XIX secolo si ritenne potessero trovarsi importanti depositi di carbone o lignite. Fra il 1901 e il 1908 la società boema Škoda fece quindi scavare un preesistente pozzo minerario poco distante la frazione di Basovizza, ma gli scavi furono scarsamente fruttuosi, tanto che la miniera venne abbandonata. La profondità verticale era di 256 metri, ed a -254 metri si apriva una galleria lunga 735 metri, che arrivava direttamente nel vicino villaggio di Basovizza. Fra i 1936 e il 1943 vennero eseguite quattro discese: nel 1936 la società carbonifera "Arsa" incaricò un gruppo di speleologi triestini di calarsi nel pozzo; la massima profondità raggiunta fu di -225 metri, poi vennero trovati circa 30 metri di detriti e legname che impedirono di proseguire. Nel 1939 una squadra del Club Alpino Italiano si calò per recuperare il corpo di un abitante di Basovizza che era caduto nella voragine: il cadavere venne trovato alla profondità di -226 metri. Nel 1941 un solo alpinista si calò per recuperare il corpo di una ragazza, giungendo sempre a -226 metri. Infine, il 2 aprile 1943 un gruppo di sette speleologi si calò fino a -220 metri.

## I massacri delle foibe

Il presidente Francesco Cossiga in visita alla foiba di Basovizza.

Nel maggio 1945 fu utilizzato dai partigiani jugoslavi per l'occultamento di un numero imprecisato di cadaveri di italiani e tedeschi durante l'occupazione jugoslava di Trieste. Fu gettato all'interno del pozzo un numero rilevante di cadaveri di prigionieri, militari e civili trucidati dall'esercito e dall'OZNA. 
La documentazione raccolta dagli alleati anglo-americani in merito agli infoibamenti è basata in parte sulle testimonianze dei parroci di Sant'Antonio in Bosco e di Corgnale, rispettivamente don Francesco Malalan e don Virgil Šček. Le due testimonianze riferivano di processi lampo - a loro dire regolari - tenuti dall'armata jugoslava a carico di alcune centinaia fra agenti dell'Ispettorato locale e militari (compresi circa 40 tedeschi), con fucilazioni e corpi gettati nel pozzo della miniera. Don Malalan - il cui fratello era commissario jugoslavo a Basovizza - affermò che gli ufficiali della IV Armata jugoslava avevano le liste complete delle persone condannate, liste che sarebbero in seguito state pubblicate - cosa che in realtà non avvenne - per dimostrare la legalità delle esecuzioni. Don Malalan, pur invitato dal fratello, non fu presente agli infoibamenti ma testimoniò che don Šček gli aveva confidato d'aver assistito alle uccisioni, dando conforto ad alcuni condannati. Oltre a quelle dei due sacerdoti, è stata raccolta anche la testimonianza di un'anziana del luogo e di alcuni bambini, che riferirono delle grida dei condannati. Un'ulteriore ricostruzione degli avvenimenti è contenuta in una relazione del servizio segreto jugoslavo (OZNA) del 3 settembre 1945, nella quale si afferma che «in questa voragine [di Basovizza] ci sono in gran numero cadaveri putrefatti di militari delle SS, della Gestapo, dei "Gebirgsjaeger", di questurini e anche di quaranta cavalli. I partigiani hanno gettato in questa voragine una notevole quantità di munizioni e poi di esplosivo; a causa dell'esplosione tutti i cadaveri vennero in parte ricoperti da detriti (...)».

Storici come Raoul Pupo, Roberto Spazzali, e Guido Rumici sostengono che sia impossibile calcolare il numero esatto dei corpi infoibati, altri invece all'opposto affermano che il calcolo può essere compiuto sulla base di stime. È invalso l'uso di stimare il numero dei corpi in base alla constatazione che il pozzo minerario prima del 1945 era profondo 228 metri, mentre dopo il 1945 i metri erano diventati 198, per cui si hanno 250 metri cubi riempiti con materiali che, secondo questa stima, sarebbero corpi umani.
(Vademecum per il Giorno del ricordo – IRSREC FVG )

## Lo stato attuale
Il 22 febbraio 1980 con decreto del Ministero dei Beni Culturali «l'immobile Foiba di Basovizza è dichiarato di interesse particolarmente importante ai sensi della legge 1/6/39 perché testimonianza di tragiche vicende accadute alla fine del secondo conflitto mondiale, divenuta fossa comune di un numero rilevante di vittime, civili e militari, in maggioranza italiani, uccisi ed ivi fatti precipitare».
Il 3 novembre 1991 vi ha fatto visita il Presidente della Repubblica Francesco Cossiga e l'11 febbraio 1993 è stata la volta del suo successore Oscar Luigi Scalfaro. 
Il presidente Scalfaro ha dichiarato poi il pozzo minerario di Basovizza monumento nazionale con decreto datato 11 settembre 1992. 
Il 10 febbraio 2007 è stato inaugurato il Sacrario della Foiba di Basovizza, con l'annesso Centro di documentazione. Il progetto è stato realizzato dall'architetto Ennio Cervi che si è avvalso, per l'opera in bronzo, della collaborazione dell'artista Livio Schiozzi. Il progetto di Cervi ha previsto infatti una copertura della lastra originaria con una guaina metallica, questa a sua volta sormontata da un'impalcatura all'apice della quale è stata posizionata una croce bronzea. Quest'ultima ricorda una biga, uno strumento che veniva utilizzato per le esplorazioni delle foibe.